# Plate-bande (jardinage)
Pour les articles homonymes, voir Plate-bande et Massif.

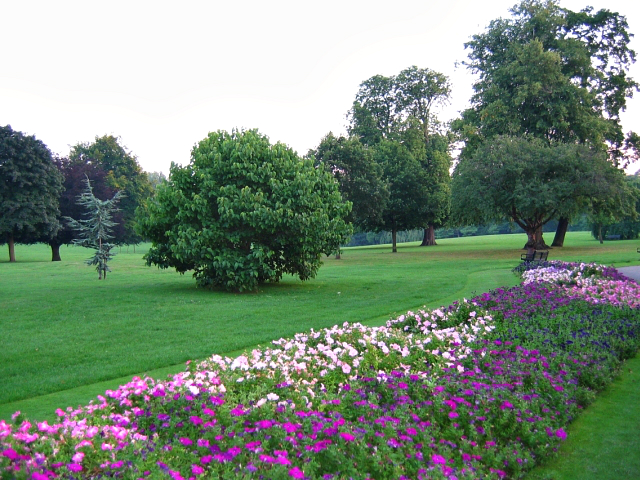
Plate-bande rectangulaire de fleurs camaïeu lilas.

Une plate-bande est une bande de terre cultivée (généralement des fleurs au jardin et des légumes au potager) longue et étroite, souvent légèrement surélevée par rapport au niveau du sol, entretenue avec goût, dans un jardin d'ornement public ou tout espace cultivable (potager, bordure de voie publique). Pouvant être subdivisée en damiers, elle est censée pour faciliter son entretien avoir une largeur deux fois inférieure à la longueur du bras du jardinier. Elle est dite naturelle dans les jardins à caractère champêtre, « à la française » lorsqu'elle est rectiligne et encadre un espace.
Le massif désigne la plantation d'un nombre plus ou moins grand d'une même plante (groupe de fleurs ou d'arbustes) dans une plate-bande à forme plus ou moins géométrique, lui donnant un aspect de composition homogène.

## Histoire
La plate-bande élément d'architecture « moulure plate et large de faible saillie » apparait au XVIe siècle et concerne le jardin et sa mise en forme au XVIIe siècle.
La géométrie des plates-bandes vient de l'introduction du cercle et du carré dans les jardins de la Renaissance.

## Formes et décors
La forme originale rectangulaire peut se décliner en courbes, en massif rond, en forme de haricot ou de croissant.
La plate-bande peut être adossée à un muret en pierre naturelle type rocaille ou artificielle, une palissade ; bordée d'une lisière végétale ou minérale ; associée à une haie, des îlots de fleurs ou des parterres.
Dans le jardin de fleurs (en) du XIXe siècle, notamment dans les riches propriétés anglaises on développe l'art de la plate-bande (probablement en s'inspirant de jardins orientaux). Les jardiniers composaient alors des plates-bandes de plantes annuelles. Cette mode, devenue onéreuse et trop démonstrative, a progressivement été remplacée par la composition de plate-bande de plantes vivaces ou herbacées.

## Galerie

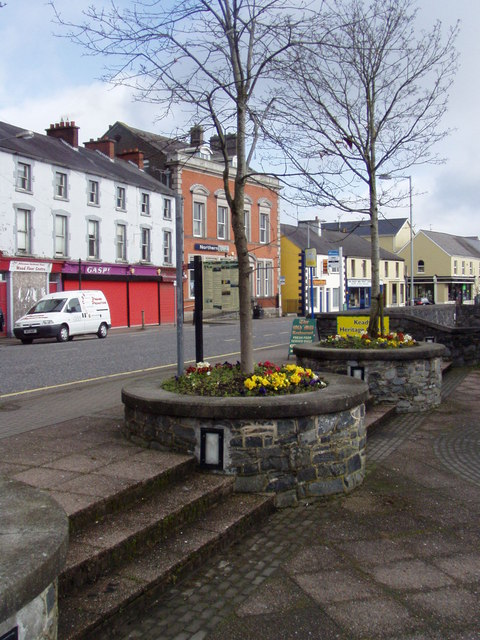
Massif rond de fleurs
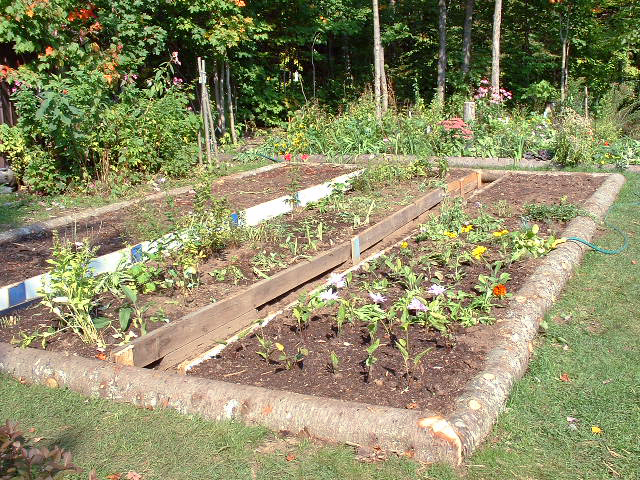
Potager en plate-bande
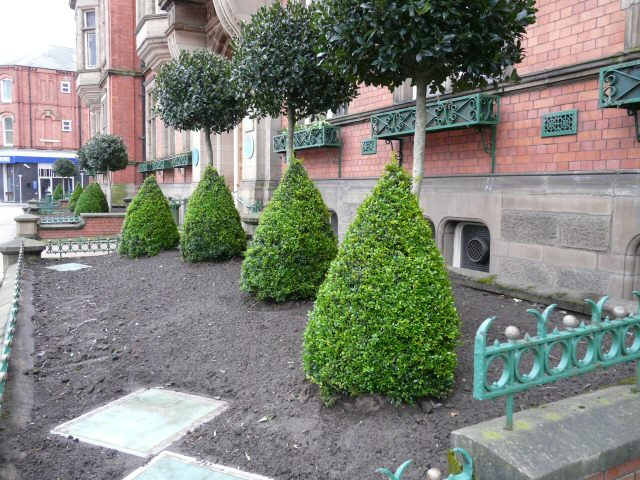
Plate-bande arborisée

## Expression
« marcher sur les plates-bandes de quelqu'un » signifie empiéter sur le domaine, sur les attributions de quelqu'un.